# Yuan Longping
Yuan Longping (袁隆平, Yuán Lóngpíng), född 7 september 1930 i Peking, död 22 maj 2021 i Changsha, var en kinesisk agronom. Han är känd för att under 1970-talet ha utvecklat de första hybridiserade rissorterna.
De hybridsorter som Yuan tog fram ger omkring 20 procent större skördar. Dessa sorter har planterats på 16 miljoner hektar i Kina och ytterligare 8 miljoner hektar i andra delar av världen.

## Biografi
Yuan Longping växte upp i Peking som den andre av fem bröder. Hans far var anställd på Peking-Wuhans järnväg och hans mor var lärare i engelska. Yuan studerade vid Southwest Agriculture University i Chongqing. Efter examen i agronomi därifrån 1953, undervisade han vid Hunan Agricultural University.
Den svåra svält som drabbade Kina i samband med Stora språnget, åren kring 1960, blev starten för Yuans forskning för att förbättra risskördarna. Han teoretiserade att en korsning av olika rissorter skulle kunna bli både härdigare och ge större skördar. Det första hybridriset som kunde odlas i större skala blev klart 1973, efter att en nyupptäckt vild rissort hade korsats in. Yuan fortsatte att förädla ris långt upp i åren. Under 1990-talet tog han fram nya varianter för odling i Kina och 2017 deltog han i arbetet med att ta fram rissorter med lägre upptag av kadmium för förorenade jordar i Indien.

## Utmärkelser
- World Food Prize 2004[12]
- Utländsk ledamot i National Acedemy of Sciences 2007[12]
- Asteroiden 8117 Yuanlongping är uppkallad efter Yuan Longping.[13]